# フィラ・ダ・テルセイラ
フィラ・ダ・テルセイラ（英：Fila da Terceira）は、ポルトガルのアゾレス諸島、テルセイラ島原産の希少な犬種である。別名はドゴ・テルセイラ（英：Dogo Terceira）、テルセイラ・ウォッチ・ドッグ（英：Terceira Watch Dog）。

## 歴史
15世紀頃にポルトガル人がテルセイラ島に持ち込んだラフェイロ・デ・アレンティジョや他のモロサスタイプの犬、ブルドッグタイプの犬などが自然交雑して固定化、土着して誕生した犬種である。アゾレス諸島の別の島原産のカオ・デ・フィラ・デ・サン・ミゲルとは親せき関係があり、近縁種である。テルセイラもミゲルも島という外部から孤立した環境で育まれ、長年純血を保ってきた。
誕生初期の頃は闘犬として用いられていた時期もあったが、すぐに廃れて主に家の見張りを行なう番犬として用いられるようになった。夜間に来客で無い不審者を見つけるとためらい無く襲い掛かるため、夜間に番犬として用いられる際には常に鎖でつながれていた。昼間は大人しくねぞべっていることが多く、主人が同伴していれば家族以外の人でも触ることが出来るほどであるといわれている。番犬として見張りを行う他、18世紀ごろまでは自分の犬の強さを自慢しあったりするためのパフォーマンス的闘犬に使われることもあった。犬を殺したり重傷を負わせることは行なわれなかったが、現在このパフォーマンスは通常の闘犬と同じく、動物虐待に当たるとされ、開催を禁止されている。
本種はテルセイラ島の固有種であり、他の地域ではポルトガル本国ですらほとんど飼育が行なわれていない。テルセイラは島民によって大切に飼育されていて、仔犬は他地域の人に売られたり譲渡されることがめったに無く、ほぼ全てが原産島内で飼育されている。ミゲルとは異なり、FCI等の畜犬団体やケネルクラブに公認登録されていない犬種である（ミゲルはFCIに暫定公認されている）。生存頭数は非常に少なく、原産島外ではめったに見られない希少な存在である。

## 特徴
近縁種ミゲルに似た姿をしているが、こちらの方がサイズは小さく、脚も少し短く頭部が大きめである。筋骨隆々で骨太のがっしりした体格をしている。マズルは短めで太く、あごの力は強靭である。胸は広く、首や脚も太くたくましい。顔や体にはしわが刻まれていて、皮膚は引っ張るとよく伸びる。この特徴は他の多くの闘犬種（若しくは元闘犬用種）で見られるもので、犬に噛まれたりなどした時にダメージを軽減する役割を持つ。耳は垂れ耳、尾は少し飾り毛のある太いサーベル形の垂れ尾。然し、耳は断耳して短くするか、丸く成形して立たせ、尾は短く断尾することもある。コートは硬めのスムースコートで、毛色はブリンドル、ブラック、フォーン、オレンジ、イエローのいずれかの単色か、白地にそれらのいずれかの斑かマーキングが入ったものなどバリエーションが豊かである。体高58〜65cm、体重54kg前後の大型犬で、性格は主人に忠実で勇敢である。状況判断力に長けるが、頑固な面もありしつけはやや難しい。モロサス系犬種の飼育を熟知した人にしか飼育できない犬種のひとつでもある。ミゲルと比べるとガードドッグとして更に特化した犬種で、友好性はあまり高くない。普段はものぐさでのんびり寝そべっていることを好み、時には自ら軽い散歩を行なったりなどしてすごしているが、主人に危機が迫ると猛犬に豹変し、不審者を命がけで排除しようとする。体の大きさの割りに運動量は少なく中型犬並みで、体重が重く腰に負担がかかりやすいので激しい運動は出来ない。かかりやすい病気は大型犬にありがちな股関節形成不全などがある。